# Box-office Italie 1968-1969
Cet article traite du box-office de la saison cinématographique 1968-1969 en Italie.

## Les 20 premiers
Les films sont classés selon les recettes réelles de la Société italienne des auteurs et éditeurs (SIAE, Società Italiana degli Autori ed Editori), fournies par les volumes Platea in piedi exprimées en lires italiennes,,. Lorsque les données SIAE pour le nombre d'entrées ne sont pas disponibles, les recettes réelles ont été divisées par le prix moyen du billet à l'époque, estimé à 315 lires en  1968-69.
Pour certains titres étrangers, les données SIAE ne sont pas disponibles, la position dans le classement est obtenue sur la base des données disponibles auprès du Giornale dello spettacolo,.
| Rang | Titre                                                                              | Pays                                                                                | Réalisateur             | Recettes Italie (lires) | Entrées Italie |
| ---- | ---------------------------------------------------------------------------------- | ----------------------------------------------------------------------------------- | ----------------------- | ----------------------- | -------------- |
| 1    | Serafino ou L'amour aux champs                                                     | Drapeau de l'Italie                                                                 | Pietro Germi            | 3 072 669 000           | 10 529 941     |
| 2    | Le Gynéco de la mutuelle                                                           | Drapeau de l'Italie                                                                 | Luigi Zampa             | 3 032 637 000           | 9 907 701      |
| 3    | Il était une fois dans l'Ouest                                                     | Drapeau de l'Italie · Drapeau des États-Unis                                        | Sergio Leone            | 2 503 669 000           | 8 870 732      |
| 4    | Quand les aigles attaquent                                                         | Drapeau des États-Unis · Drapeau du Royaume-Uni                                     | Brian G. Hutton         |                         |                |
| 5    | Les Quatre de l'Ave Maria                                                          | Drapeau de l'Italie                                                                 | Giuseppe Colizzi        | 2 225 784 000           | 7 065 981      |
| 6    | Une poule, un train... et quelques monstres                                        | Drapeau de l'Italie                                                                 | Dino Risi               | 2 184 772 000           | 6 935 784      |
| 7    | Fais-moi très mal mais couvre-moi de baisers                                       | Drapeau de l'Italie · Drapeau de la France                                          | Dino Risi               | 2 001 198 000           | 6 353 009      |
| 8    | Bora Bora                                                                          | Drapeau de l'Italie · Drapeau de la France                                          | Ugo Liberatore          | 1 917 897 000           | 6 088 562      |
| 9    | Nos héros réussiront-ils à retrouver leur ami mystérieusement disparu en Afrique ? | Drapeau de l'Italie                                                                 | Ettore Scola            | 1 911 542 000           | 6 068 387      |
| 10   | La Fille au pistolet                                                               | Drapeau de l'Italie                                                                 | Mario Monicelli         | 1 835 079 000           | 5 825 648      |
| 11   | La Religieuse de Monza                                                             | Drapeau de l'Italie                                                                 | Eriprando Visconti      | 1 509 912 000           | 4 793 371      |
| 12   | Mayerling                                                                          | Drapeau du Royaume-Uni · Drapeau de la France                                       | Terence Young           |                         |                |
| 13   | Disons, un soir à dîner                                                            | Drapeau de l'Italie                                                                 | Giuseppe Patroni Griffi | 1 428 237 000           | 4 534 086      |
| 14   | L'Or de MacKenna                                                                   | Drapeau des États-Unis                                                              | J. Lee Thompson         |                         |                |
| 15   | Roméo et Juliette                                                                  | Drapeau de l'Italie · Drapeau du Royaume-Uni                                        | Franco Zeffirelli       | 1 319 477 000           | 4 188 816      |
| 16   | Shalako                                                                            | Drapeau : Allemagne de l'Ouest · Drapeau du Royaume-Uni                             | Edward Dmytryk          |                         |                |
| 17   | Fräulein Doktor                                                                    | Drapeau de l'Italie · Drapeau de la République fédérative socialiste de Yougoslavie | Alberto Lattuada        | 1 234 583 000           | 3 919 311      |
| 18   | 2001, l'Odyssée de l'espace                                                        | Drapeau des États-Unis · Drapeau du Royaume-Uni                                     | Stanley Kubrick         |                         |                |
| 19   | Le Livre de la jungle                                                              | Drapeau des États-Unis                                                              | Wolfgang Reitherman     |                         |                |
| 20   | Le Lauréat                                                                         | Drapeau des États-Unis                                                              | Mike Nichols            |                         |                |